# Les Ailes de la colombe (roman)
Pour les articles homonymes, voir Les Ailes de la colombe.
Les Ailes de la colombe (The Wings of the Dove) est un roman américain de Henry James, publié en 1902.

## Résumé
Kate Croy, une jeune aristocrate désargentée en raison d'un père irresponsable, s'amourache du journaliste Merton Densher qui n'a pas de quoi la faire vivre. Tandis que la tante de Kate lui cherche un bon parti pour la préserver de la misère qui la menace, Kate se lie d'amitié avec une riche et jeune héritière américaine, Milly Theale, d'une grande délicatesse de sentiments qui la fait comparer par ses proches à une douce colombe, et qui séjourne à Londres dans l'espoir de guérir d'une maladie mortelle. Or, Milly apprend bientôt qu'elle est condamnée. 
Voyant que Milly est sensible aux charmes de Merton, Kate organise pour eux trois un voyage à Venise et y exécute froidement un plan pour que le journaliste devienne l'époux légitime de Milly ; ainsi, à la mort de l'Américaine, le jeune veuf devenu riche pourra l'épouser à son tour. Bien qu'elle n'ignore en rien les desseins de son « amie », Milly accepte néanmoins de léguer toute sa fortune à Merton, mais ce dernier, bouleversé par ce don désintéressé, y renonce.

## Personnages principaux
- Kate Croy
- Merton Densher
- Milly Theale
- Tante Maud Lowder
- Susan Stringham

## Éditions

### Éditions originales en anglais
- (en) Henry James, The Wings of the Dove, Londres, Archibald Constable, 1902 — Édition britannique
- (en) Henry James, The Wings of the Dove, New York, Charles Scribner's Sons, 1902 — Édition américaine

### Édition française
- (fr) Henry James (auteur) et Marie Tadié (traducteur), Les Ailes de la colombe [« The Wings of the Dove »], Paris, Éditions Robert Laffont, coll. « Pavillons », 1953, 495 p. (BNF 37750911)

## Adaptations au cinéma
- 1981 : Les Ailes de la colombe, film français réalisé par Benoît Jacquot, avec Isabelle Huppert, Dominique Sanda et Michele Placido
- 1997 : Les Ailes de la colombe, film américano-britannique réalisé par Iain Softley, avec Helena Bonham Carter[1], Alison Elliott, Elizabeth McGovern et Linus Roache